# Wereldkampioenschappen schoonspringen 2005
De wereldkampioenschappen schoonspringen 2005 vonden plaats van 17 tot en met 24 juli 2005 in Montreal, Canada. Het door FINA georganiseerde toernooi maakte deel uit van de wereldkampioenschappen zwemsporten 2005.

## Medailles

### Mannen
| Onderdeel              | Goud                                   | Goud      | Zilver                                     | Zilver | Brons                                            | Brons  |
| ---------------------- | -------------------------------------- | --------- | ------------------------------------------ | ------ | ------------------------------------------------ | ------ |
| eenmeterplank          | Alexandre Despatie Canada              | 489,69    | Xu Xiang China                             | 445,68 | Wang Feng China                                  | 445,56 |
| driemeterplank         | Alexandre Despatie Canada              | 813,60 WR | Troy Dumais Verenigde Staten               | 752,76 | He Chong China                                   | 730,77 |
| tienmetertoren         | Hu Jia China                           | 698,01    | José Guerra Cuba                           | 691,14 | Gleb Galperin Rusland                            | 656,19 |
| driemeterplank synchro | China He Chong Wang Feng               | 384,42    | Duitsland Tobias Schellenberg Andreas Wels | 364,59 | Verenigde Staten Justin Dumais Troy Dumais       | 360,27 |
| tienmetertoren synchro | Rusland Dmitry Dobroskok Gleb Galperin | 392,88    | China Yang Jinghui Hu Jia                  | 374,79 | Verenigd Koninkrijk Peter Waterfield Leon Taylor | 367,95 |

### Vrouwen
| Onderdeel              | Goud                                 | Goud   | Zilver                                   | Zilver | Brons                                      | Brons  |
| ---------------------- | ------------------------------------ | ------ | ---------------------------------------- | ------ | ------------------------------------------ | ------ |
| eenmeterplank          | Blythe Hartley Canada                | 325,65 | Wu Minxia China                          | 299,70 | Heike Fischer Duitsland                    | 299,46 |
| driemeterplank         | Guo Jingjing China                   | 645,54 | Wu Minxia China                          | 619,05 | Tania Cagnotto Italië                      | 591,27 |
| tienmetertoren         | Laura Ann Wilkinson Verenigde Staten | 564,87 | Loudy Tourky Australië                   | 551,25 | Jia Tong China                             | 550,98 |
| driemeterplank synchro | China Li Ting Guo Jingjing           | 349,80 | Duitsland Ditte Kotzian Conny Schmalfuss | 319,05 | Oekraïne Olena Fedorova Kristina Ishchenko | 308,82 |
| tienmetertoren synchro | China Jia Tong Yuan Peilin           | 351,60 | Australië Chantelle Newbery Loudy Tourky | 334,89 | Canada Meaghan Benfeito Roseline Filion    | 328,80 |

### Medaillespiegel
| Plaats | Land                | Goud | Zilver | Brons | Totaal |
| 1      | China               | 5    | 4      | 3     | 12     |
| 2      | Canada              | 3    | 0      | 1     | 4      |
| 3      | Verenigde Staten    | 1    | 1      | 1     | 3      |
| 4      | Rusland             | 1    | 0      | 1     | 2      |
| 5      | Duitsland           | 0    | 2      | 1     | 3      |
| 6      | Australië           | 0    | 2      | 0     | 2      |
| 7      | Cuba                | 0    | 1      | 0     | 1      |
| 8      | Verenigd Koninkrijk | 0    | 0      | 1     | 1      |
| 8      | Italië              | 0    | 0      | 1     | 1      |
| 8      | Oekraïne            | 0    | 0      | 1     | 1      |
| Totaal | Totaal              | 10   | 10     | 10    | 30     |

Belgrado 1973 · 
Cali 1975 · 
West-Berlijn 1978 · 
Guayaquil 1982 · 
Madrid 1986 · 
Perth 1991 · 
Rome 1994 · 
Perth 1998 · 
Fukuoka 2001 · 
Barcelona 2003 · 
Montréal 2005 · 
Melbourne 2007 · 
Rome 2009 · 
Shanghai 2011 · 
Barcelona 2013 · 
Kazan 2015 · 
Boedapest 2017 · 
Gwangju 2019 · 
Boedapest 2022 · 
Fukuoka 2023 · 
Doha 2024